# 지그문트 3세 바사
지그문트 3세 바사(폴란드어: Zygmunt III Waza, 스웨덴어: Sigismund Vasa 시기스문드 바사[*], 1566년 6월 20일 ~ 1632년 4월 19일)는 폴란드의 국왕(재위: 1587년 8월 19일 ~ 1632년 4월 19일)이며, 1592년 11월 17일부터 1599년 7월 24일까지 스웨덴의 국왕을 겸하였다.
스웨덴 그리프스홀름(Gripsholm)에서 스웨덴 국왕 요한 3세와 폴란드 국왕 지그문트 1세의 딸 카타리나 사이에서 태어났다. 아버지 쪽으로는 바사가에 속하며, 그를 가톨릭으로 키운 어머니 쪽으로는 야기에우워 왕조에 속하였다. 1587년 8월 그의 삼촌 스테판 바토리의 뒤를 이어 폴란드의 국왕에 선출되었다.
왕좌를 얻기위하여 그는 왕실 권력의 축소와, 국회 권력의 증강에 중요함을 받아들여야 하였다. 1592년 오스트리아의 황녀 안나와 결혼하였고, 같은 해에 아버지가 사망하자 국회로부터 스웨덴 왕좌의 허락을 받았다. 1594년 스웨덴의 루터교 주의를 유지만을 약속한 후에 스웨덴 왕위에 올랐다.
섭정으로서 그의 삼촌 칼(후에 칼 9세)을 떠나 1594년 폴란드로 귀국하였다. 칼 9세가 반란을 일으키자, 지그문트는 군대를 이끌고 스웨덴으로 돌아왔다. 스통게브로(Stångebro)에서 패배를 당하였고, 1599년에 스웨덴 왕좌에서 축출당하였다. 지그문트의 외교 정책은 스웨덴 왕좌의 복권에 목적을 두었고, 1600년부터 스웨덴과 폴란드는 단속된 전쟁에 관련되었다.
그는 합스부르크 왕가와의 제휴를 지속하는 데 시도하였다. 1598년 안나 왕비가 사망하자, 1605년 그녀의 동생 콘스탄치아와 재혼하였다. 국회에서 전원 합의의 대다수 규칙을 소개한 그의 노력에 의한 자극을 받은 반대자들에게 내란을 일으켰다. 그의 승리 후에 지그문트는 모스크바 시민들의 불안 시기의 장점을 유리하게 생각하여 러시아를 침공하여 2년간 모스크바를 지배하였고, 후에 스몰렌스크를 정복하였다.
1617년 폴란드-스웨덴 전쟁이 다시 일어나자, 지그문트의 군대가 오스만 제국의 군대와 싸울 동안에 구스타브 2세 아돌프가 지그문트의 땅들을 침입하여 리가를 포획(1621년)하고, 폴란드령 리보니아의 대부분을 빼앗았다. 1629년 알트마르크 휴전 협정을 체결한 지그문트는 다시는 스웨덴 왕좌를 획득하지 않았다. 스웨덴과 전쟁의 패배는 리보니아를 빼앗기고, 폴란드 왕국의 국제적 위신의 감소의 결과를 가져오고 말았다. 1632년 4월 30일 바르샤바에서 사망하였다.

## 자녀
- 아나
  - 안나 마리아(1593~1600)
  - 카타지나(1594)
  - 브와디스와프 4세 바사(1595~1648) 폴란드 국왕
  - 카타지나(1596~1597)
  - 크시슈토프(1598)

- 콘스탄체
  - 얀 카지미에시(1607~1608)
  - 얀 2세 카지미에시 바사(1608~1672) 폴란드 국왕
  - 얀 알베르트(1612~1634)
  - 카롤 페르디난트(1613~1655)
  - 알렉산데르 카롤(1614~1634)
  - 안나 콘스탄치아(1616)
  - 안나 카타지나 콘스탄치아(1619~1651) 팔츠 선제후비

## 같이 보기
- 바사 시대